# Temporada 2022 de la WNBA
La Temporada 2022 de la WNBA fue la vigesimosexta en la historia de la Women's National Basketball Association. La temporada regular comenzó el 6 de mayo y acabó el 14 de agosto. Los cambios planificados en el calendario de la liga incluyeron un aumento a 36 partidos de temporada regular para cada equipo, que es la mayor cantidad de partidos programados en una sola temporada de la WNBA. Originalmente se programó una temporada de 36 partidos para la temporada 2020 de la WNBA, pero el plan se desechó. Las campeonas fueron Las Vegas Aces, que derrotaron en las finales a Connecticut Sun, logrando el primer título de su historia.

## Temporada regular

### Clasificaciones
| #  | Equipo                 | G  | P  | PCT  | PD   | Casa | Fuera | Conf. | Cup |
| -- | ---------------------- | -- | -- | ---- | ---- | ---- | ----- | ----- | --- |
| 1  | x – Las Vegas Aces     | 26 | 10 | .722 | –    | 15–3 | 13–5  | 13–5  | 9–1 |
| 2  | x – Chicago Sky        | 26 | 10 | .722 | –    | 15–3 | 14–4  | 12–6  | 9–1 |
| 3  | x – Connecticut Sun    | 25 | 11 | .694 | 1.0  | 11–7 | 13–5  | 12–6  | 5–5 |
| 4  | x – Seattle Storm      | 22 | 14 | .611 | 4.0  | 10–8 | 13–5  | 9–9   | 6–4 |
| 5  | x – Washington Mystics | 22 | 14 | .611 | 4.0  | 11–7 | 12–6  | 10–8  | 5–5 |
| 6  | x – Dallas Wings       | 18 | 18 | .500 | 8.0  | 8–10 | 8–10  | 10–8  | 5–5 |
| 7  | x – New York Liberty   | 16 | 20 | .444 | 10.0 | 10–8 | 9–9   | 7–11  | 6–4 |
| 8  | x – Phoenix Mercury    | 15 | 21 | .417 | 11.0 | 7–11 | 11–7  | 4–14  | 3–7 |
| 9  | e – Minnesota Lynx     | 14 | 22 | .389 | 12.0 | 8–10 | 7–11  | 7–11  | 4–6 |
| 10 | e – Atlanta Dream      | 14 | 22 | .389 | 12.0 | 5–13 | 8–10  | 6–12  | 3–7 |
| 11 | e – Los Angeles Sparks | 13 | 23 | .361 | 13.0 | 6–12 | 7–11  | 6–12  | 3–7 |
| 12 | e – Indiana Fever      | 5  | 31 | .139 | 21.0 | 2–16 | 3–15  | 2–16  | 2–8 |

Notas
y- Alcanzado título de conferencia
x- Alcanzado pase a playoffs
e - Eliminadas para playoffs

## Playoffs
|  | Primera ronda: Mejor de 3 | Primera ronda: Mejor de 3 | Primera ronda: Mejor de 3 |                 |   | Semifinales: Mejor de 5 | Semifinales: Mejor de 5 | Semifinales: Mejor de 5 |  |   | Finales: Mejor de 5 | Finales: Mejor de 5 | Finales: Mejor de 5 |  |
|  |                           |                           |                           |                 |   |                         |                         |                         |  |   |                     |                     |                     |  |
|  |                           |                           |                           |                 |   |                         |                         |                         |  |   |                     |                     |                     |  |
|  | 1                         | Las Vegas Aces            | 2                         |                 |   |                         |                         |                         |  |   |                     |                     |                     |  |
|  | 1                         | Las Vegas Aces            | 2                         |                 |   |                         |                         |                         |  |   |                     |                     |                     |  |
|  | 8                         | Phoenix Mercury           | 0                         |                 |   |                         |                         |                         |  |   |                     |                     |                     |  |
|  | 8                         | Phoenix Mercury           | 0                         |                 | 1 | Las Vegas Aces          | 3                       |                         |  |   |                     |                     |                     |  |
|  |                           |                           |                           |                 | 1 | Las Vegas Aces          | 3                       |                         |  |   |                     |                     |                     |  |
|  |                           |                           | 4                         | Seattle Storm   | 1 |                         |                         |                         |  |   |                     |                     |                     |  |
|  | 4                         | Seattle Storm             | 4                         | Seattle Storm   | 1 | 2                       |                         |                         |  |   |                     |                     |                     |  |
|  | 4                         | Seattle Storm             |                           |                 |   |                         |                         |                         |  |   |                     |                     |                     |  |
|  | 5                         | Washington Mystics        | 0                         |                 |   |                         |                         |                         |  |   |                     |                     |                     |  |
|  | 5                         | Washington Mystics        | 0                         |                 |   |                         |                         |                         |  | 1 | Las Vegas Aces      | 3                   |                     |  |
|  |                           |                           |                           |                 |   |                         |                         |                         |  | 1 | Las Vegas Aces      | 3                   |                     |  |
|  |                           |                           | 3                         | Connecticut Sun | 1 |                         |                         |                         |  |   |                     |                     |                     |  |
|  | 2                         | Chicago Sky               | 3                         | Connecticut Sun | 1 | 2                       |                         |                         |  |   |                     |                     |                     |  |
|  | 2                         | Chicago Sky               |                           |                 |   |                         |                         |                         |  |   |                     |                     |                     |  |
|  | 7                         | New York Liberty          | 1                         |                 |   |                         |                         |                         |  |   |                     |                     |                     |  |
|  | 7                         | New York Liberty          | 1                         |                 | 2 | Chicago Sky             | 2                       |                         |  |   |                     |                     |                     |  |
|  |                           |                           |                           |                 | 2 | Chicago Sky             | 2                       |                         |  |   |                     |                     |                     |  |
|  |                           |                           | 3                         | Connecticut Sun | 3 |                         |                         |                         |  |   |                     |                     |                     |  |
|  | 3                         | Connecticut Sun           | 3                         | Connecticut Sun | 3 | 2                       |                         |                         |  |   |                     |                     |                     |  |
|  | 3                         | Connecticut Sun           |                           |                 |   |                         |                         |                         |  |   |                     |                     |                     |  |
|  | 6                         | Dallas Wings              | 1                         |                 |   |                         |                         |                         |  |   |                     |                     |                     |  |
|  | 6                         | Dallas Wings              | 1                         |                 |   |                         |                         |                         |  |   |                     |                     |                     |  |
|  |                           |                           |                           |                 |   |                         |                         |                         |  |   |                     |                     |                     |  |

### Finales

#### Las Vegas Aces vs. Connecticut Sun
Partido 1
| 11 de septiembre | #1 Las Vegas Aces                                               | 67–64                                | #3 Connecticut Sun                                                                  | |  |
| 3:00 p. m.       | Parciales: 25–17, 9–21, 21–15, 12–11                            | Parciales: 25–17, 9–21, 21–15, 12–11 | Parciales: 25–17, 9–21, 21–15, 12–11                                                | |  |
|                  | Estadísticas A'ja Wilson (24) A'ja Wilson (11) Chelsea Gray (3) | Reporte Pts Reb Asts                 | Estadísticas Alyssa Thomas (19) Alyssa Thomas (11) DeWanna Bonner Alyssa Thomas (5) | Pabellón: Michelob Ultra Arena Asistencia: 10,135 espectadores Árbitros: Eric Brewton, Tiara Cruse, Dannica Mosher, Randy Richardson Televisión: ABC, TSN5 |  |

Partido 2
| 13 de septiembre | #1 Las Vegas Aces                                               | 85–71                                 | #3 Connecticut Sun                                                           | |  |
| 9:00 p. m.       | Parciales: 23–15, 22–22, 23–17, 17–17                           | Parciales: 23–15, 22–22, 23–17, 17–17 | Parciales: 23–15, 22–22, 23–17, 17–17                                        | |  |
|                  | Estadísticas A'ja Wilson (26) A'ja Wilson (10) Chelsea Gray (8) | Reporte Pts Reb Asts                  | Estadísticas Courtney Williams (18) Jonquel Jones (11) Courtney Williams (5) | Pabellón: Michelob Ultra Arena Asistencia: 10,211 espectadores Árbitros: Roy Gulbeyan, Tim Greene, Cheryl Flores, Dannica Mosher Televisión: ESPN, TSN1/4 |  |

Partido 3
| 15 de septiembre | #3 Connecticut Sun                                                    | 105–76                               | #1 Las Vegas Aces                                                | |  |
| 9:00 p. m.       | Parciales: 34–19, 19–23, 24–27, 28–7                                  | Parciales: 34–19, 19–23, 24–27, 28–7 | Parciales: 34–19, 19–23, 24–27, 28–7                             | |  |
|                  | Estadísticas Jonquel Jones (20) Alyssa Thomas (15) Alyssa Thomas (11) | Reporte Pts Reb Asts                 | Estadísticas Jackie Young (22) Kiah Stokes (7) Chelsea Gray (11) | Pabellón: Mohegan Sun Arena Asistencia: 8,745 espectadores Árbitros: Amy Bonner, Maj Forsberg, Isaac Barnett Televisión: ESPN, SN360 |  |

Partido 4
| 18 de septiembre | #3 Connecticut Sun                                                        | 71–78                                 | #1 Las Vegas Aces                                                | |  |
| 4:00 p. m.       | Parciales: 12–16, 16–14, 21–23, 22–25                                     | Parciales: 12–16, 16–14, 21–23, 22–25 | Parciales: 12–16, 16–14, 21–23, 22–25                            | |  |
|                  | Estadísticas Courtney Williams (17) Alyssa Thomas (10) Alyssa Thomas (11) | Reporte Pts Reb Asts                  | Estadísticas Chelsea Gray (20) A'ja Wilson (14) Jackie Young (8) | Pabellón: Mohegan Sun Arena Asistencia: 9,652 espectadores Árbitros: Eric Brewton, Tim Greene, Tiara Cruse Televisión: ESPN, SN1 |  |